# Listère à feuilles ovales
Neottia ovata
Espèce
Statut de conservation UICN

 LC  : Préoccupation mineure
Statut CITES
La Listère à feuilles ovales ou Grande Listère (Neottia ovata) est une espèce d'Orchidées terrestre européenne.
Synonyme ancien (non accepté par ITIS)
- Listera ovata (L.) R. Br., 1813

## Description

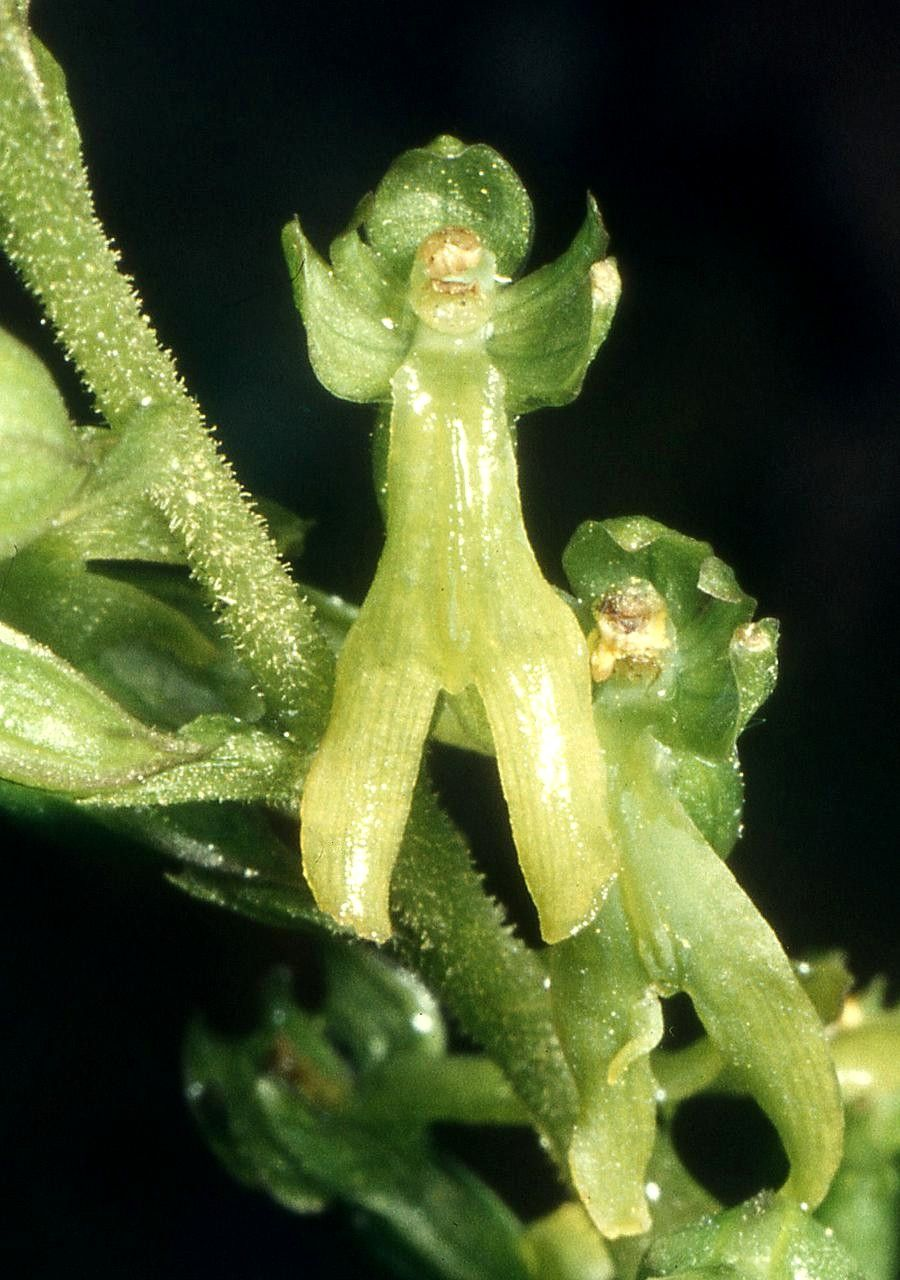
Fleur.

C'est une plante vivace, à racines nombreuses, à tige dressée entièrement verte, pouvant dépasser 60 cm, portant à mi-hauteur une paire de grandes feuilles ovales opposées. L'inflorescence est un épi lâche de petites fleurs verdâtres aux sépales et pétales connivents. Le labelle est allongé et porte à la base une cupule nectarifère. Son extrémité est bifide. Il n'y a pas d'éperon.

## Floraison
De mai à juillet.

## Habitat
Assez indifférent : sous-bois clairs, pelouses calcaires, pelouses et broussailles, plutôt à mi-ombre.

## Aire de répartition
Très vaste : Eurasie et Amérique du Nord.

## Statuts de protection, menaces
L'espèce est évaluée comme non préoccupante aux échelons européen et français.

### Protection
En Belgique, l'espèce est protégée légalement.

## Espèce proche
- Flore européenne :
  - Neottia cordata, la Listère cordée (se limite aux régions de tourbières).

## Galerie

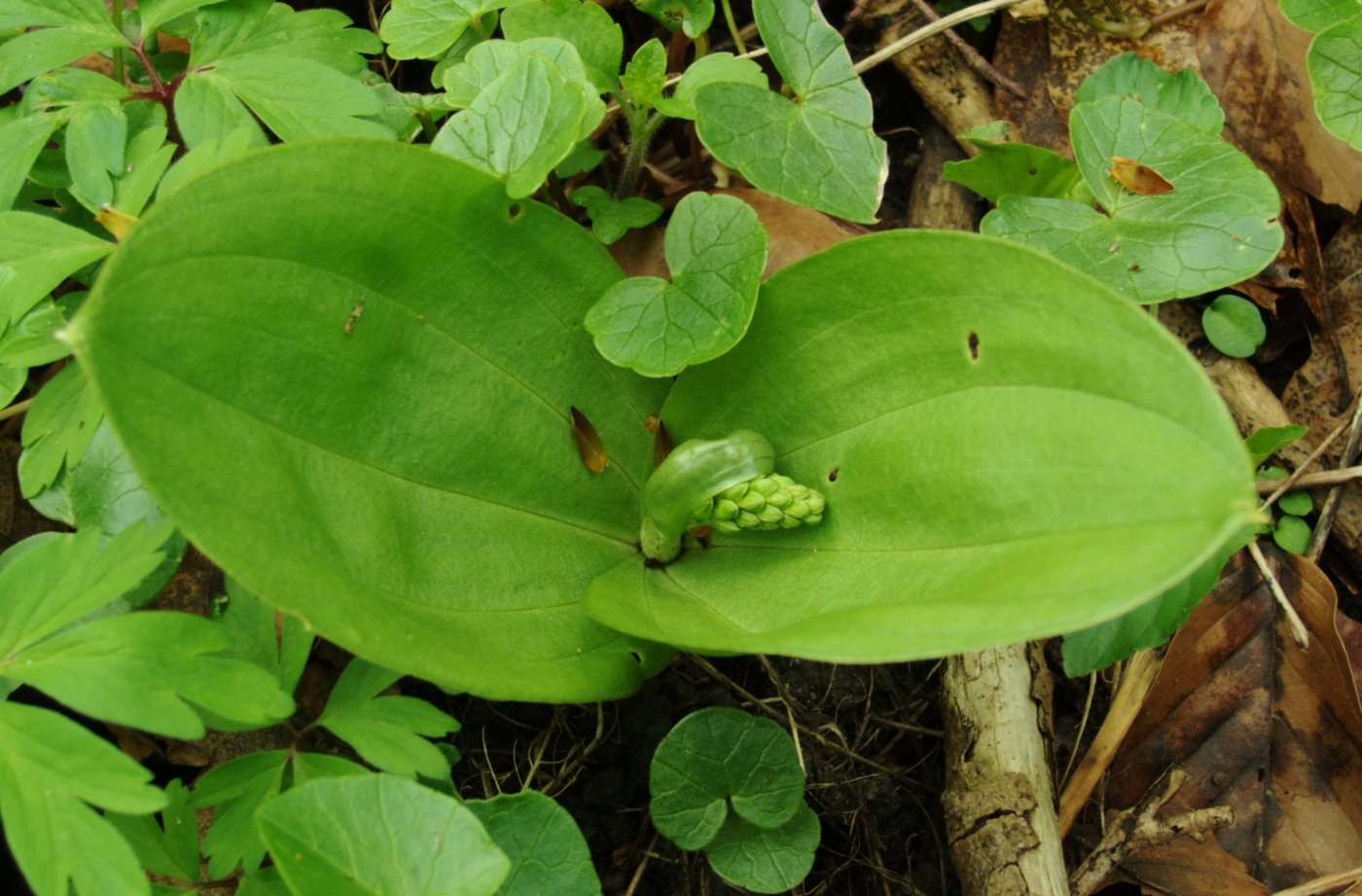
Jeune épi et feuilles ovales
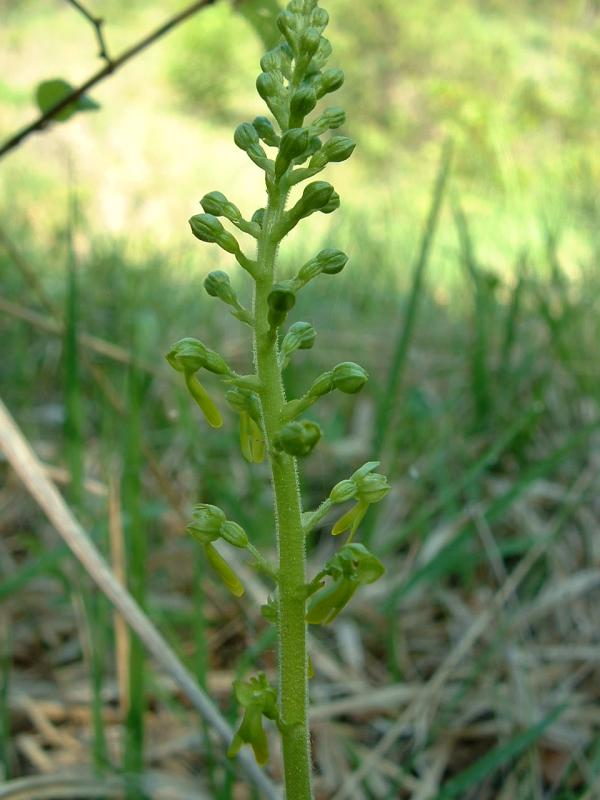
Début de floraison
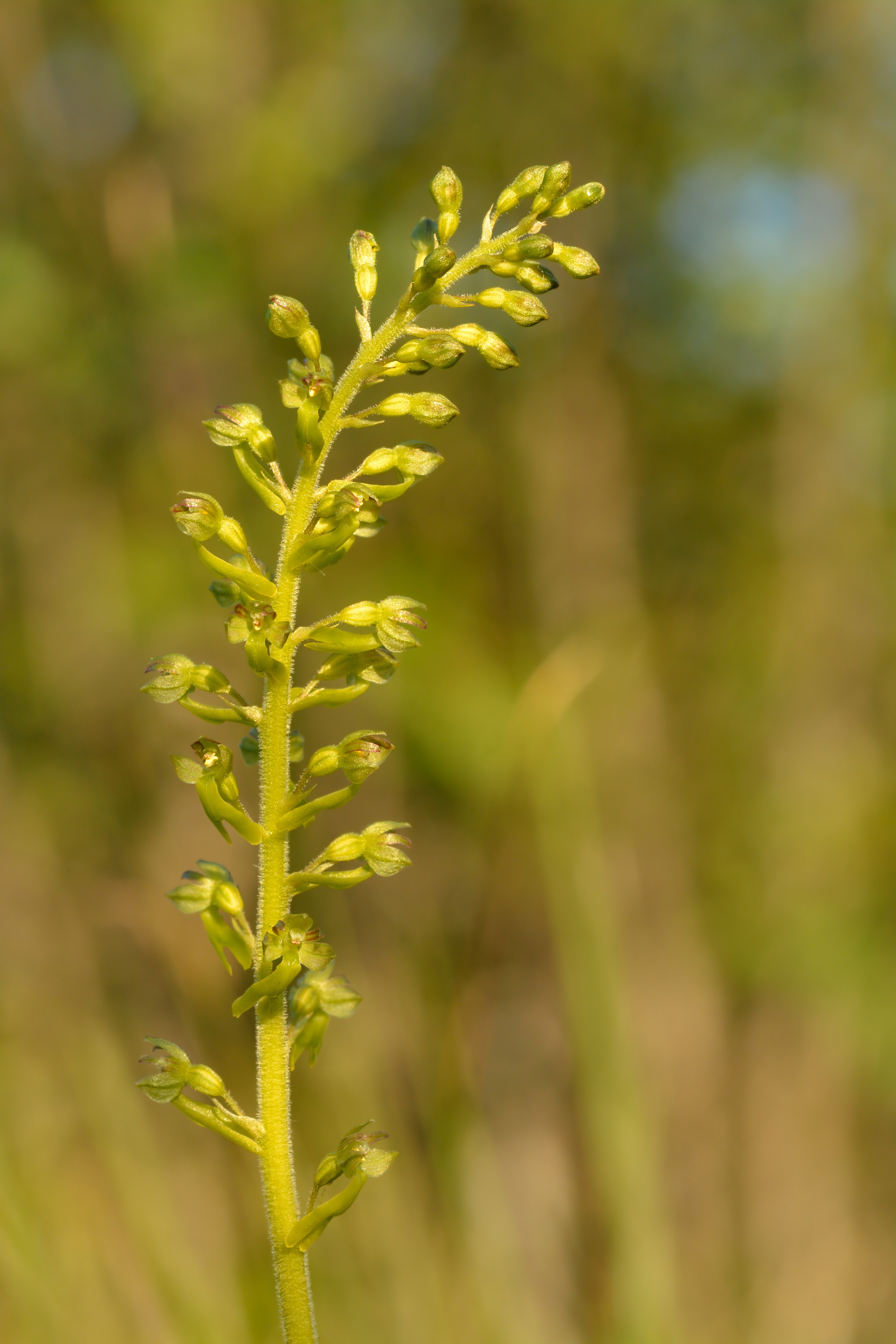
Inflorescence
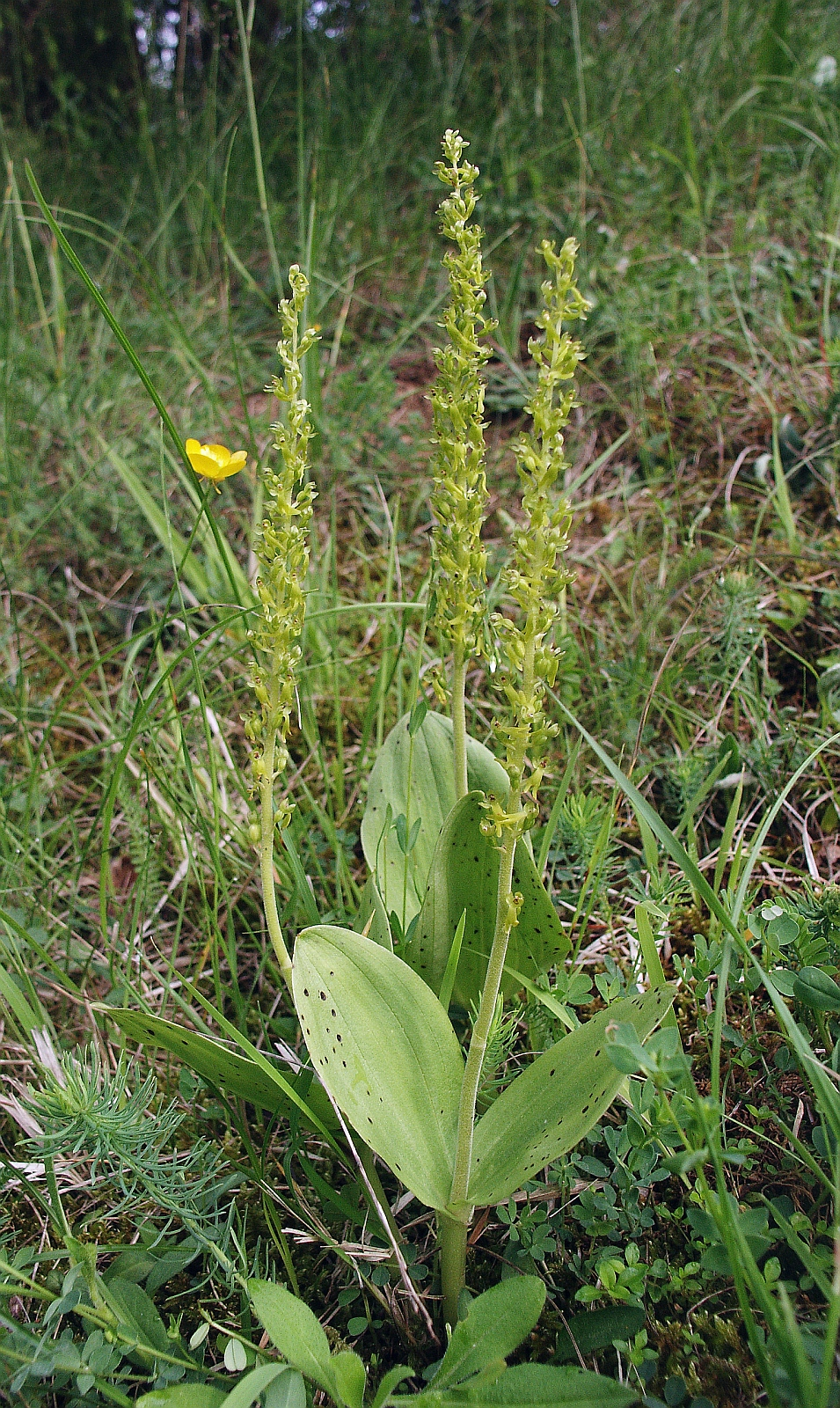
Trois listères en pleine floraison